# Томас Зелле
Томас Зелле (нім. Thomas Selle; 23 березня 1599, Цербіг — 2 липня 1663, Гамбург) — німецький учитель, церковний музикант і композитор барокової музики.

## Біографія
Зелле отримав освіту в Лейпцигу, де він, можливо, був учасником хору «Thomanerchor» під керівництвом диригентів Сетуса Кальвісіуса та Йоганна Геманна Шайна. У1624 році він почав викладати у школі міста Гайде до того, коли став ректором та, ймовірно, керівником церковної музики у Вессельбурені. З 1634 року Зелле був кантором в Ітцего, з 1641 року кантором у гімназії «Johanneum» та музичним директором чотирьох головних церков Гамбурга, а з 1642 року отримав посаду «Canonicus Minor» у Гамбурзькому соборі.

## Творчість
Зелле залишив місту Гамбургу свої творчі здобутки під назвою «Opera omnia», які охоплюють 16 книг із партитурами та 3 табулярних збірників з переписами більшості його духовних творів. Всі ці матеріали зберігаються у Державній та університетській бібліотеці Гамбурга.
Зелле написав музику до багатьох поетичних творів Йоганна Ріста. Композитор створив значну серію музичних історій (музична подача євангелії в стилі респонсорій) для свят церковного року, а також написав музику до страстей Христових в Євангелії від Івана.
Зелле відіграв велику роль у ранньому розвитку німецької пісні та страстей.